# AliOS
AliOS (ehemals Aliyun OS und Yun OS) ist eine Linux-Distribution für Smartphones sowie Smart TVs und basiert auf Android. Das Open-Source-Betriebssystem wurde nach dreijähriger Entwicklungszeit im Juli 2011 von AliCloud, einer Tochterfirma der Alibaba Group, auf den chinesischen Markt gebracht. Zunächst als Alternative zu dem bisher dort dominierenden Betriebssystem Android von Google Inc. gedacht, soll es künftig jedoch auch international vertrieben werden. AliOS legt einen Schwerpunkt auf Cloud-Funktionen statt herunterladbarer Apps.
AliOS besitzt einen Linux-Kernel und stellt eine Java-VM für native Apps sowie Unterstützung für Webanwendungen bereit. Zudem enthält AliOS einige Frameworks aus dem Betriebssystem Android, sodass einige, jedoch nicht alle Android-Apps auch unter AliOS genutzt werden können.
Google sieht AliOS als einen inkompatiblen Fork von Android an und hat daher 2012 dem Hersteller Acer mit dem Entzug der Android-Lizenz gedroht, falls er ein AliOS-basiertes Smartphone auf den Markt bringen sollte. Acer ist Mitglied der Open Handset Alliance und hat sich verpflichtet, keine Smartphones mit inkompatiblen Androidversionen zu veröffentlichen.